# Costanera de Formosa
La Avenida Costanera Vuelta Fermoza, es uno de los principales paseos de la Ciudad de Formosa, en la provincia homónima, al norte de Argentina.
Generalmente se la llama la Costanera; aunque se prefiere también el apócope de "la costa".
Fue inaugurada oficialmente, el 23 de mayo de 2003, bajo una fuerte tormenta y luego de dos años de trabajo.

## Características
La avenida recorre la costa del Río Paraguay dentro de la ciudad de Formosa. Es la única avenida de la ciudad que da directamente a la costa.
Es uno de los principales paseos turísticos de la Ciudad porque cuenta con una moderna infraestructura, amplios espacios de esparcimiento, gran variedad de especies de flora, restaurantes, bares y plazas de juegos infantiles.
La avenida no tiene un punto fijo de nacimiento, ya que recorre los lados este y oeste de la Avenida 25 de Mayo. Sin embargo, para una mejor localización, se podía tomar como punto de inicio a la arteria que ingrese desde la calle H. Irigoyen. Desde allí se dobla a la izquierda, y, por el tramo de una cuadra, la calzada es sólo de una mano.
Más adelante, el camino se bifurca y se da paso a dos carriles para el paso vehicular. De ésta menera, el río se encuentra a la derecha y la ciudad a la izquierda.
Unos cuantos metros más adelante se encuentran los primeros bares y los Galpones "G" y "C" (a la izquierda y derecha, respectivamente), antiguos depósitos del ferrocarril; hoy convertidos en centros culturales y predio ferial.
Inmediatamente después (y sobre la vereda derecha) se encuentra la delegación zonal de la Prefectura Naval Argentina. Unos pocos metros más adelante se llega al acceso y a la salida desde la Avenida 25 de Mayo.
Luego, la costenera prosigue y se encuentra (sobre la izquierda) al Palacio Municipal de la Ciudad. Más adelante (sobre la misma mano) una calle que corta, lleva hasta una playa de estacionamiento, una estación de bombeo de Aguas de Formosa S.A., una residencia de los padres franciscanos y al tradicional Club Náutico.
El resto del recorrido se ve demarcado entre un amplio descampado y la costa del río.
En el 2011 queda inaugurado oficialmente el nuevo tramo de la avenida, que nace donde ésta antes terminaba y se extiende por aproximadamente dos kilómetros. En su recorrido se halla un restó-bar. Al igual que el tramo inicial, ésta nueva traza cuenta con veredas y abundante vegetación.
Al final del paseo se halla una gran rotonda que alberga la "Plaza de las Banderas", con dos mástiles que portan el pabellón nacional y provincial. En el mismo sector fue ubicada una fuente de aguas danzantes.
De esta manera, se distinguen ahora dos sectores del paseo: la Costanera Norte (sentido E-O ) y la Costanera Sur (sentido O-E)